# Contea di Chun'an
La contea di Chun'an (淳安县S) è un distretto della Cina, situato nella provincia dello Zhejiang.
All'interno del territorio della contea, è presente il lago Qiandao.